# BSt Bauart 1926 Einrichtungswagen
Bei den Zwillingstriebwagen der Bauart 1926 Einrichtungswagen, die ab 1934 gemäß dem BVG-Typenschlüssel als TEM 26 geführt wurden, handelte es sich um eine Serie von zehn Triebwagen, die 1926 von der Berliner Straßenbahn-Betriebsgesellschaft (BSBG) beschafft wurden. Die Wagen waren als Anderthalbrichtungswagen ausgeführt mit jeweils einem Führerstand und Mitteleinstiegen zu beiden Seiten. 1931/32 bauten die Berliner Verkehrsbetriebe (BVG) als Nachfolgeunternehmen die Fahrzeuge in Einrichtungswagen um.

## Entwicklung
Nachdem die Berliner Straßenbahn bis Mitte der 1920er Jahre ihren Wagenpark vereinheitlicht hatte, ging die BSBG anschließend dazu über, die Attraktivität des Produkts gegenüber der Untergrundbahn, den Stadt-, Ring- und Vorortbahnen sowie dem Omnibus zu steigern. Dies sollte größere Fahrzeuge bei gleichzeitiger Anhebung der Reisegeschwindigkeit geschehen.
Nach Pariser Vorbild bestellte die BSBG im Jahr 1926 zehn Mitteleinstiegswagen mit den Wagennummern 6201–6210. Je zwei Triebwagen waren Heck an Heck gekuppelt miteinander verbunden, auf das Umsetzen an den Endhaltestelle konnte dadurch verzichtet werden. Da auf die zweiten Führerstände verzichtet wurde, erhöhte sich der Platz für die Fahrgäste auf den hinteren Plattformen. Die Kapazität betrug 32 Sitzplätze sowie 37 Stehplätze, davon 16 Stehplätze im Mittelflur. Die zweiflügligen Türen waren durch einen breiten Mittelholm getrennt, welcher einen getrennten Ein- und Ausstieg ermöglichte. Die unteren Hälften der Türen waren als Taschenschiebetüren konstruiert, die durch ein Handrand im Holm bedient wurden. Die oberen Hälften waren als Faltfenster ausgeführt und mussten daher auf der Einstiegsseite offen gehalten werden.
Infolge der durchgehenden Zugsteuerung konnten die Wagen im Betrieb nicht getrennt werden. Der Motor befand sich mittig zwischen den beiden Achsen und trieb diese über eine Kardanwelle an. Beide Triebwagen liefen gleichzeitig an und bremsten gleichzeitig ab. Man erhoffte sich dadurch eine hohe Reisegeschwindigkeit bei kurzen Bremswegen. Die Motoren wurden von verschiedenen Herstellern geliefert, um einen Vergleich während des laufenden Betriebes haben zu können. Nach den zehn Triebwagen 5964–5955 der Bauart 1924 waren dies weitere Wagen mit Kardanantrieb. Der Zug 6205/6206 wurde später mit Tatzlagermotoren ausgerüstet und erhielt eine Schützensteuerung. Der Achsstand von 3,2 Metern wurde durch die Verwendung von Peckham-Pendeln ermöglicht. Dadurch konnten sich die Radsätze in Gleisbögen radial einstellen, was den Fahrkomfort deutlich verbesserte. Sie waren wegweisend für die Einführung der Mitteleinstiegswagen der Bauart 1927.
Der Einsatz der im Betriebshof Steglitz beheimateten Wagen erfolgte zunächst auf der Linie 177 zwischen Bahnhof Zoo und Teltow. 1931/32 wurden die zehn Wagen zu reinen Einrichtungsfahrzeugen umgebaut und die Türen auf der linken Fahrzeugseite entfernt. Auf der rechten Seiten wurden anstelle der zuvor zweigeteilten Schiebetüren durchgehende zweiflüglige Schiebetüre eingebaut. Die zuvor offenen Führerstände wurden durch eine Wand vom Fahrgastraum abgetrennt. Die Quersitze wurden so umgebaut, dass die Fahrgäste ausnahmslos in Fahrtrichtung saßen. Die umgebauten Triebwagen verfügten über zwei Fahrmotoren.
Nach dem Umbau verkehrten die Wagen bis zum Ende des Zweiten Weltkrieges auf der Linie 7, dem Westring. Die beiden Triebwagen 6207 und 6210 gingen durch Kriegseinwirkung verloren. Die übrigen acht Wagen verblieben bei der Betriebstrennung der BVG im Jahr 1949 ausnahmslos im Westteil der Stadt. Sie kamen bis zu ihrer Ausmusterung in den Jahren 1962/63 auf denjenigen Linien zum Einsatz, an deren Endstellen Wendeschleifen vorhanden waren. Die BVG ließ die Fahrzeuge bis 1965 verschrotten.